# Движения Пахнера
Движения Пахнера, названные именем Удо Пахнера, — это методы замены триангуяции кусочно-линейного многообразия другой триангуляцией гомеоморфгого многообразия. Движения Пахнера называются также бизвёздными перестройками. Любые две триангуляции кусочно-линейного многообразия связаны конечной последовательностью движений Пахнера.

## Определение
Пусть {\displaystyle \Delta _{n+1}} — {\displaystyle (n+1)}-симплекс, а {\displaystyle \partial \Delta _{n+1}} — комбинаторная n-сфера с триангуляцией в виде границы n+1-симплекса. 
Если задано триангулированное кусочно-линейное n-многообразие {\displaystyle N} и подкомплекс  {\displaystyle C\subset N} с коразмерностью  0 вместе с симплициальным изоморфизмом {\displaystyle \phi :C\to C'\subset \partial \Delta _{n+1}}, движение Пахнера на N, ассоциированное с C, это триангулированное многообразие {\displaystyle (N\setminus C)\cup _{\phi }(\partial \Delta _{n+1}\setminus C')}. По построению это многообразие PL-изоморфно {\displaystyle N}, но изоморфизм не сохраняет триангуляцию.